# Les Enfants du vent
Pour plus de détails, voir Fiche technique et Distribution.
Les Enfants du vent (Dzieci wojny) est un film historique dramatique franco-polonais réalisé par Krzysztof Rogulski et sorti en 1991.

## Distribution
- Jacques Bonnaffé – Simon
- Thérèse Liotard – Maria
- Marie Dubois – La femme du maire
- Pierre Vaneck – Le maire
- Jerzy Rogulski
- Brigitte Roüan – La mère
- Jean-Claude Bouillon – Le père
- Maciej Stuhr
- Helena Sztyber - Irena Sztyber
- Jakub Jabłoński
- Piotr Grabka
- Grzegorz Marcinkowski
- Michał Prosiński
- Ewa Decówna – La vieille
- Marek Walczewski